# 포항테크노파크
포항테크노파크(Pohang Techno Park ; PTP)는 기술기반조성 사업을 종합적이고 체계적으로 추진하기 위하여 설립된 재단법인으로 이사장은 포항시장이 겸임한다. 경상북도 포항시 남구 지곡로 394에 있다.

## 설립 근거
- 산업기술단지 지원에 관한 특례법[3]
  - 포항시 재단법인포항테크노파크 설립 및 운영 지원 조례[4]

## 연혁
- 1999년 1월 18일: 테크노파크사업 추진본부 출범 (포항시청, 포스코, 포항공과대학교)
- 1999년 12월 23일: 포항테크노파크 사업설명회 개최
- 2000년 1월 12일: 재단법인 포항테크노파크 설립 및 지원조례 제정
- 2000년 2월 28일: (재)포항테크노파크 설립 허가 (산업자원부)
- 2000년 11월 3일: 벤처기업육성촉진지구 지정 (중소기업청)
- 2000년 12월 15일: 산업기술단지 사업시행자 지정 (산업자원부)
- 2000년 12월 29일: 포항테크노파크 부지 취득(증여계약 체결) 139,406 m2
- 2001년 5월 17일: 기공식 개회 – 부지조성공사: 26,665평
- 2007년 12월 31일: 테크노파크 1단계 사업 종료
- 2008년 7월: 포항테크노바이오정보지원센터 주관기관 변경

## 주요 업무
- 기술혁신지원사업
- 창업보육지원사업
- 공동연구개발사업
- 정보유통사업
- 인력양성사업
- 시험생산사업
- 연구개발시설 운용사업
- 기타 테크노파크의 설립 목적 달성을 위하여 필요한 사업

## 조직

### 원장

#### 경영지원실
- 총무팀
- 단지운영팀

#### 기업지원실
- 지역산업육성팀
- 미래전략팀

#### 정책연구소
- 정책기획팀
- 경영기획팀

##### 경북SW진흥본부
- 디지털전략기획팀
- SW인재혁신팀
- AI융합산업팀
- 데이터산업팀
- 디지털혁신추진TF팀

#### 바이오정보지원센터
- 융합바이오팀
- 연구개발팀

## 같이 보기
- 경북테크노파크
- 대구테크노파크